# ファヘド・アタル
ファヘド・アタル（アラビア語: فهد عتال、Fahed Attal、1985年1月1日 - ）は、パレスチナの元サッカー選手。元パレスチナ代表。現役時代のポジションはFW。

## クラブ歴
地元のイスラーミー・カルキーリーヤの下部組織出身で、同チームでプロとなった。
AFCチャレンジカップ2006での活躍によって、アル・ワフダート・クラブを始めとする複数のクラブのスカウトからの関心を寄せられた。そして、ヨルダンリーグに所属するアル・ジャジーラ・アンマンに2006年にレンタル移籍を果たした。初年度に8得点を獲得すると、21万米ドルでアル・ジャジーラ・アンマンに完全移籍した。
2010年には、5万米ドルの1年契約でアル・ワフダート・クラブに移籍した。彼はクラブのクアドルプル達成に大きな役割を果たしたにも関わらず、クラブはアブダッラー・ディーブと契約したため、新たな所属先を探す事となった。
そしてパレスチナに復帰し、シャバーブ・アル・ハリールSCに移籍した。同クラブでは主将を務めた。

## 代表歴
パレスチナ代表では、アシュラフ・ヌーマンと共にストライカーとして活躍した。37試合に出場し、14得点を挙げている。代表初出場は2005年であった。
2006年には2月16日のバーレーン代表戦で代表初得点を挙げたのを皮切りに、この年だけで12得点を挙げており、国際サッカー歴史統計連盟によればこの記録はダビド・ビジャやバスティアン・シュヴァインシュタイガーと並ぶ同年世界8位の記録であった。また、この年のアジア年間最優秀選手賞の候補者として最後の10人にまで残った。
2015年現在でもパレスチナ代表での14得点を抜かす記録は出されておらず、その記録はAFCチャレンジカップ2012のフィリピン代表戦以来更新されていない。この試合に関しては彼の得点もあったものの3-4で敗北を喫している。

## 個人成績

### 代表
代表での得点一覧
| #   | 日附          | 場所                                           | 対戦相手       | 得点 | 結果 | 大会                    |
| --- | ------------- | ---------------------------------------------- | -------------- | ---- | ---- | ----------------------- |
| 1.  | 2006年2月16日 | マナーマ・バーレーン・ナショナル・スタジアム   | バーレーン     | 2–0  | 2–0  | 親善試合                |
| 2.  | 2006年2月18日 | マナーマ・バーレーン・ナショナル・スタジアム   | パキスタン     | 1–0  | 2–0  | 親善試合                |
| 3.  | 2006年2月18日 | マナーマ・バーレーン・ナショナル・スタジアム   | パキスタン     | 2–0  | 2–0  | 親善試合                |
| 4.  | 2006年3月1日  | アンマン・キング・アブドゥッラー・スタジアム   | シンガポール   | 1–0  | 1–0  | AFCアジアカップ2007予選 |
| 5.  | 2006年4月1日  | ダッカ・バンガバンドゥ・ナショナル・スタジアム | グアム         | 2–0  | 11–0 | AFCチャレンジカップ2006 |
| 6.  | 2006年4月1日  | ダッカ・バンガバンドゥ・ナショナル・スタジアム | グアム         | 3–0  | 11–0 | AFCチャレンジカップ2006 |
| 7.  | 2006年4月1日  | ダッカ・バンガバンドゥ・ナショナル・スタジアム | グアム         | 5–0  | 11–0 | AFCチャレンジカップ2006 |
| 8.  | 2006年4月1日  | ダッカ・バンガバンドゥ・ナショナル・スタジアム | グアム         | 6–0  | 11–0 | AFCチャレンジカップ2006 |
| 9.  | 2006年4月1日  | ダッカ・バンガバンドゥ・ナショナル・スタジアム | グアム         | 8–0  | 11–0 | AFCチャレンジカップ2006 |
| 10. | 2006年4月1日  | ダッカ・バンガバンドゥ・ナショナル・スタジアム | グアム         | 11–0 | 11–0 | AFCチャレンジカップ2006 |
| 11. | 2006年4月3日  | ダッカ・バンガバンドゥ・ナショナル・スタジアム | カンボジア     | 3–0  | 4–0  | AFCチャレンジカップ2006 |
| 12. | 2006年4月5日  | ダッカ・バンガバンドゥ・ナショナル・スタジアム | バングラデシュ | 1–0  | 1–1  | AFCチャレンジカップ2006 |
| 13. | 2012年3月8日  | カトマンズ・ダサラス・ランガシャラ・スタジアム | ネパール       | 2–0  | 2–0  | AFCチャレンジカップ2012 |
| 14. | 2012年3月19日 | カトマンズ・ダサラス・ランガシャラ・スタジアム | フィリピン     | 3–4  | 3–4  | AFCチャレンジカップ2012 |

## タイトル

### クラブ
アル・ワフダート・クラブ
- ヨルダンリーグ: 2010–11
- ヨルダン・カップ: 2010–11
- ヨルダンFAシールド: 2010
- ヨルダン・スーパーカップ: 2011

### 個人
- AFCチャレンジカップ得点王: 2006